# Giuseppe Maria Foppa

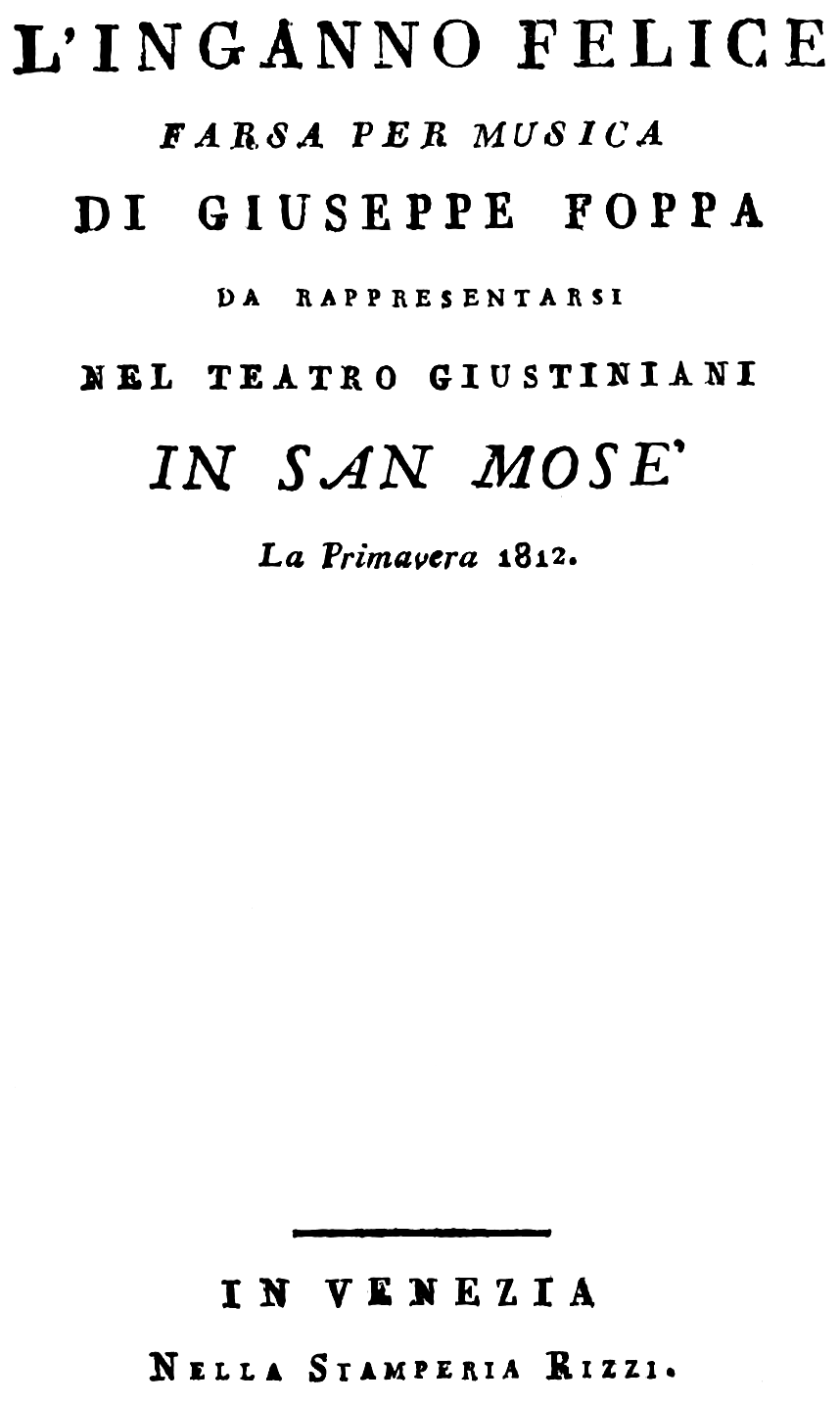

Giuseppe Maria Foppa (Venezia, 12 luglio 1760 – Venezia, 1º marzo 1845) è stato un librettista italiano, autore di oltre 80 libretti a cavallo tra la fine del Settecento e l'inizio dell'Ottocento. Fu attivo essenzialmente nella sua città natale, anche se compose opere per i teatri di Milano, Genova, Padova, Reggio Emilia, Pistoia, Bologna e Firenze.

## Biografia
Autore di numerosi libretti d'opera (specialmente di genere farsesco), è ricordato soprattutto per i testi che furono poi musicati da Gioachino Rossini per i teatri veneziani: segnatamente, le tre farse L'inganno felice, La scala di seta, Il signor Bruschino  e il dramma Sigismondo. Diverse furono le sue riduzioni di lavori di Carlo Goldoni (fra cui La bottega del caffè, musicata nel 1801 da Francesco Gardi, per il quale l'anno successivo scriverà il testo della farsa Il convitato di pietra, il medesimo tema tratto da Tirso de Molina e soggetto del Don Giovanni mozartiano).
Nel 1840 pubblicò a Venezia un volume di Memorie storiche, integrato nel 1842 da un'appendice.

## Produzioni librettistica
Foppa scrisse i testi di numerose farse (genere al tempo molto in voga nei teatri veneziani ma non solo), fra cui Gli artigiani (per Pasquale Anfossi, 1795, data al Teatro alla Scala di Milano), L'intrigo della lettera (per  Simone Mayr, 1797), Lo spazzacamino principe e Le donne cambiate (per Marcos António Portugal, andate in scena rispettivamente nel 1794 e nel 1797), Teresa e Claudio (per Giuseppe Farinelli, 1801), Un buco nella porta (per Francesco Gardi, 1804, Teatro San Benedetto di Venezia).
Nel genere serio scrisse, per la stagione di Carnevale del 1796 alla Scala, il libretto di Giulietta e Romeo, da William Shakespeare, musicato da Nicola Antonio Zingarelli.
Legato prettamente all'opera comica, cessò di scrivere libretti durante gli anni dieci dell'Ottocento, pur vivendo fino al 1845.
Per il teatro scrisse diversi altri libretti, tra cui Romilda ovvero La fedeltà coniugale (dramma del 1799), Il suddito fedele (dramma, 1800), le farse giocose Un avvertimento ai gelosi, e L'amante anonimo (1804, per il Teatro Carcano), la traduzione dal tedesco della farsa da anonimo Il cavatore di tesori, la tragicommedia Don Gusmano e il dramma tragico Matilde ossia la donna selvaggia (del 1807).
Suoi libretti furono musicati anche da Gaspare Spontini, Carlo Coccia (La verità nella bugia, Una fatale supposizione, Euristea), Stefano Pavesi e Sebastiano Nasolini.